# Фрагмосома

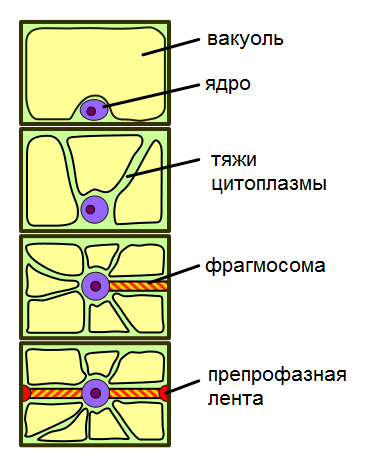
Образование фрагмосомы в клетке, богатой вакуолями. Сверху вниз: 1) Интерфазная клетка с крупной центральной вакуолью.
2) Тяжи цитоплазмы начинают пронизывать вакуоль.
3) Миграция ядра в центр клетки, образование фрагмосомы.
4) Образования фрагмосомы завершено, формирующаяся препрофазная лента намечает плоскость будущего деления.

Фрагмосо́ма — слой цитоплазмы, формирующийся в богатых вакуолями растительных клетках перед митозом. В отличие от клеток животных, растительные клетки часто содержат крупные центральные вакуоли, занимающие до 90% клетки и оттесняющие ядро к клеточной стенке. Для митоза же необходимо, чтобы ядро находилось в центре клетки. Перемещение ядра происходит в G2-фазе интерфазы клеточного цикла сразу после репликации ДНК. 
Вначале тяжи цитоплазмы разделяют центральную вакуоль, освобождая пути для миграции ядра. Актиновые филаменты, располагающиеся вдоль этих тяжей, направляют ядро в центр клетки. Эти цитоплазматические тяжи сливаются в поперечный слой цитоплазмы, расположенный по плоскости будущего деления клетки. Таким образом формируется фрагмосома. Формирование фрагмосомы отчётливо видно лишь в делящихся растительных клетках, содержащих много вакуолей. 
Непосредственно перед митозом вокруг фрагмосомы и будущей плоскости деления сразу под плазматической мембраной собирается густое кольцо микротрубочек, называемое препрофазной лентой. Она намечает экватор будущего веретена деления и места слияния клеточной пластинки и клеточной стенки делящейся клетки. Препрофазная лента разрушается с разрушением ядерной оболочки и образованием веретена деления. 
Когда митоз завершён, клеточная пластинка и новая клеточная стенка формируются от центра по плоскости, намеченной фрагмосомой. Клеточная пластинка растёт кнаружи, пока не соединится с клеточной делящейся клетки в точности в местах, указанных препрофазной лентой.